# Roger de Saint-Severin
 (août 2025).
Roger de Saint-Severin (italien : Ruggiero di Sanseverino), né vers 1237 et mort en 1285, comte de Marsico (it), est un croisé italien qui a été bailli du royaume de Jérusalem à la fin du XIIIe siècle.

## Origine
Roger de Saint-Severin est le fils de Thomas de Saint-Severin (italien : Tommaso di Sanseverino), comte de Marsico (it), qui est un opposant de l'empereur Frédéric II forcé de s'exiler dans les États pontificaux.
Roger et son frère aîné Guillaume (italien : Guglielmo) s'opposent eux aussi au règne des Hohenstaufen et soutiennent Charles Ier d'Anjou dans la conquête du royaume de Sicile. Tous deux combattent contre le roi Manfred à la bataille de Bénévent en 1266. 

## Biographie
Il est envoyé à Acre, alors la capitale du royaume de Jérusalem, avec une petite force par le roi Charles Ier d'Anjou, roi de Sicile, comte d'Anjou et nouveau roi de Jérusalem, pour y exercer la charge de régent. Frère du roi de France Louis IX, Charles avait acheté les droits du royaume à Marie d'Antioche moyennant une rente annuelle de quatre mille livres tournois, bien que la succession à ce trône soit disputée entre Marie et le roi de Chypre Hugues III.
À son arrivée en Terre sainte en septembre 1277, bien que soutenu par les Templiers et la république de Venise, le bailli en titre Balian d'Ibelin, pour le compte du roi Hugues III de Chypre, refuse de l'admettre dans la citadelle tant que la transaction n'est pas finalisée entre le roi Charles, Marie d'Antioche et le pape Jean XXI tandis que les Hospitaliers et le patriarche de Jérusalem Jean de Verceil refusent d'intervenir. Fort de ses troupes et de ses soutiens, Roger parvient à faire céder Balian d'Ibelin et est ainsi en mesure d'établir le règne de Charles d'Anjou et d'exiger les serments d'hommage de la part des barons. Mais ceux-ci refusent ce lien de vassalité sans décision de la Haute cour de Jérusalem. Les barons demandent alors à Hugues de Chypre de les libérer de leurs serments, mais celui-ci refuse, contraignant Roger à menacer les barons de la confiscation de leurs terres s'ils ne rendaient pas hommage au roi Charles. Ce qu'ils ont finalement fait.
Roger gouverne ensuite ce qui reste du royaume en paix. À la demande de Charles, il poursuit l'alliance avec le sultan mamelouk d'Égypte Qalawun et prolonge la trêve en mai 1281 pour une nouvelle décennie. Il refuse ensuite d'aider le khan mongol Abaqa contre les Mamelouks à la deuxième bataille de Homs et va féliciter Qalawun pour sa victoire.
En 1282, après les Vêpres siciliennes du 30 mars, Roger est rappelé avec ses troupes en Italie par Charles d'Anjou et laisse son sénéchal Eudes Poilechien comme régent du royaume de Jérusalem.

## Mariage et enfants
Roger de Saint-Severin épouse Theodora d'Aquin, sœur de l'érudit Thomas d'Aquin, et ont ensemble au moins un enfant : Thomas de Saint-Severin (italien : Tommaso di Sanseverino), qui fonde en 1306 la chartreuse de Padula.